# A. C. Williams
A. C. Williams (Worthing, 1906. február 8. – Brighton, 1971. március 10.) angol nemzetközi labdarúgó-játékvezető.

## Pályafutása

### Nemzeti játékvezetés
Játékvezetésből Brightonban vizsgázott. Az East Sussex megyei Labdarúgó-szövetség által üzemeltetett labdarúgó bajnokságokban kezdte sportszolgálatát. Az Angol Labdarúgó-szövetség Játékvezető Bizottsága (JB) minősítésével az 1. Liga játékvezetője. Küldési gyakorlat szerint rendszeres partbírói szolgálatot is végzett.

### Nemzetközi játékvezetés
Az Angol labdarúgó-szövetség JB terjesztette fel nemzetközi játékvezetőnek, a Nemzetközi Labdarúgó-szövetség (FIFA) 1948-tól tartotta nyilván bírói keretében. A FIFA JB központi nyelvei közül a angolt beszélte. Több nemzetek közötti válogatott mérkőzést vezetett, vagy működő társának partbíróként segített. A  nemzetközi játékvezetéstől 1948-ban búcsúzott. Válogatott mérkőzéseinek száma: 1

#### Olimpiai játékok
Az 1948. évi nyári olimpiai játékokon a FIFA JB kiválasztása alapján William Ling, George Reader és Stanley Boardman társaságában játékvezetőként alkalmazta. Partbíróként nem kapott küldést.
| Időpont         | Helyszín                   | Mérkőzés típusa | Mérkőzés              | Eredmény | Nézők száma |
| --------------- | -------------------------- | --------------- | --------------------- | -------- | ----------- |
| 1948. június 6. | Goldstone Ground, Brighton | selejtező       | Luxemburg–Afganisztán | 6 – 0    | 5000        |